# Język santa cruz
Język santa cruz (także natügu) – język z grupy malajsko-polinezyjskiej, który jest używany na Wyspach Salomona. Posługują się nim mieszkańcy wyspy Nedö (Santa Cruz), a dokładniej części północnej i zachodniej. Ma kilka tysięcy użytkowników.
Wykazuje silne różnice dialektalne. Odmiana południowo-zachodnia (nea lub nalögo) być może powinna być klasyfikowana jako odrębny język.
Charakteryzuje się złożoną strukturą czasowniką. Dawniej uchodził za język papuaski (nieaustronezyjski). Wraz z äiwoo (reefs) znalazł się w propozycji grupy wschodniopapuaskiej.